# 欧比耶尔
欧比耶尔（法語：Aubière，法語發音：[objɛʁ]）是法国多姆山省的一个市镇，属于克莱蒙费朗区。

## 地理
欧比耶尔（45°45'3"N, 3°6'39"E）面积7.68 平方千米，位于法国奥弗涅-罗讷-阿尔卑斯大区多姆山省，该省份为法国中南部省份，北起阿列省接壤，东临卢瓦尔省，南至上盧瓦爾省和康塔爾省，西接科雷兹省和克勒兹省。
与欧比耶尔接壤的市镇（或旧市镇、城区）包括：博蒙、克莱蒙费朗、奥弗涅地区库尔农、佩里尼亚-莱萨尔列沃、罗马尼亚。

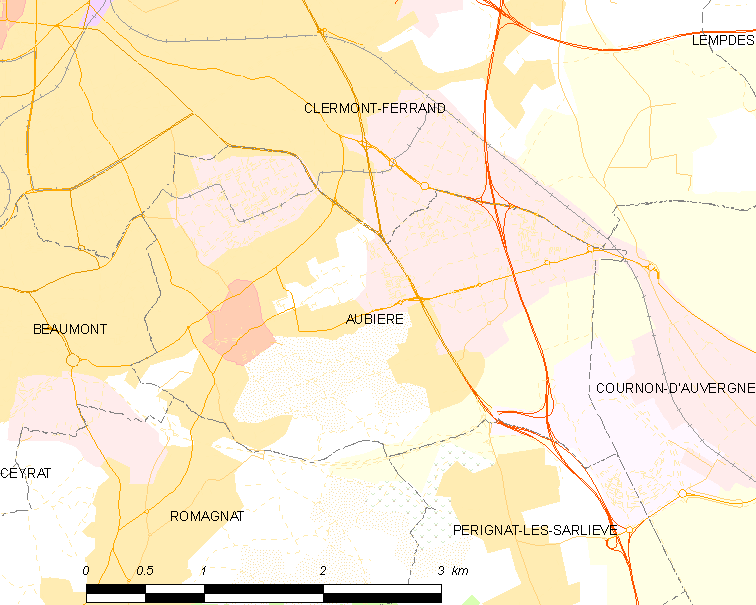
欧比耶尔的OSM定位图

欧比耶尔的时区为UTC+01:00、UTC+02:00（夏令时）。

## 行政
欧比耶尔的邮政编码为63170，INSEE市镇编码为63014。

## 政治
欧比耶尔所属的省级选区为欧比耶尔县。

## 人口

1962-2008年间欧比耶尔人口变化图示

欧比耶尔于2022年1月1日时的人口数量为10273人。